# Azazia distorta
Azazia distorta là một loài bướm đêm trong họ Noctuidae.